# DOVO Solingen

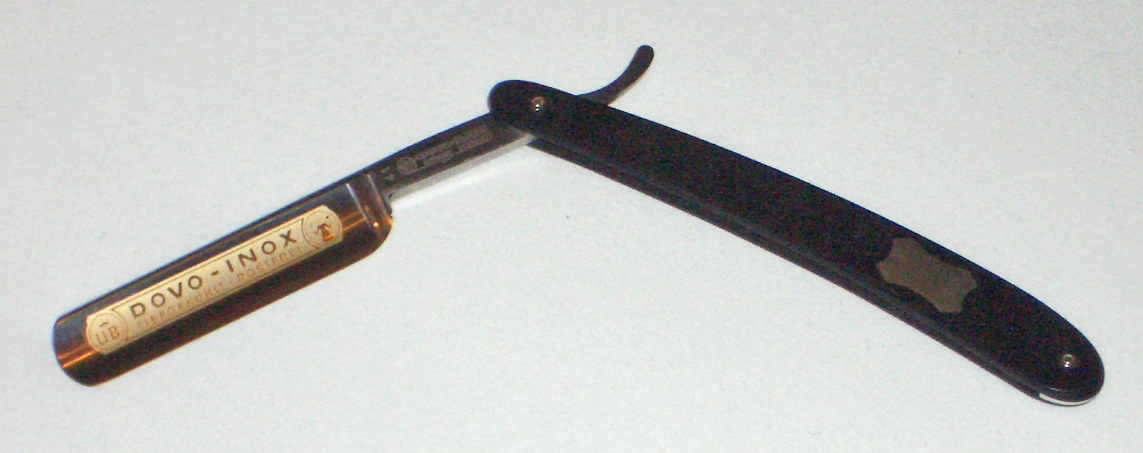
Navalla d'afaitar d'acer inoxidable de DOVO.

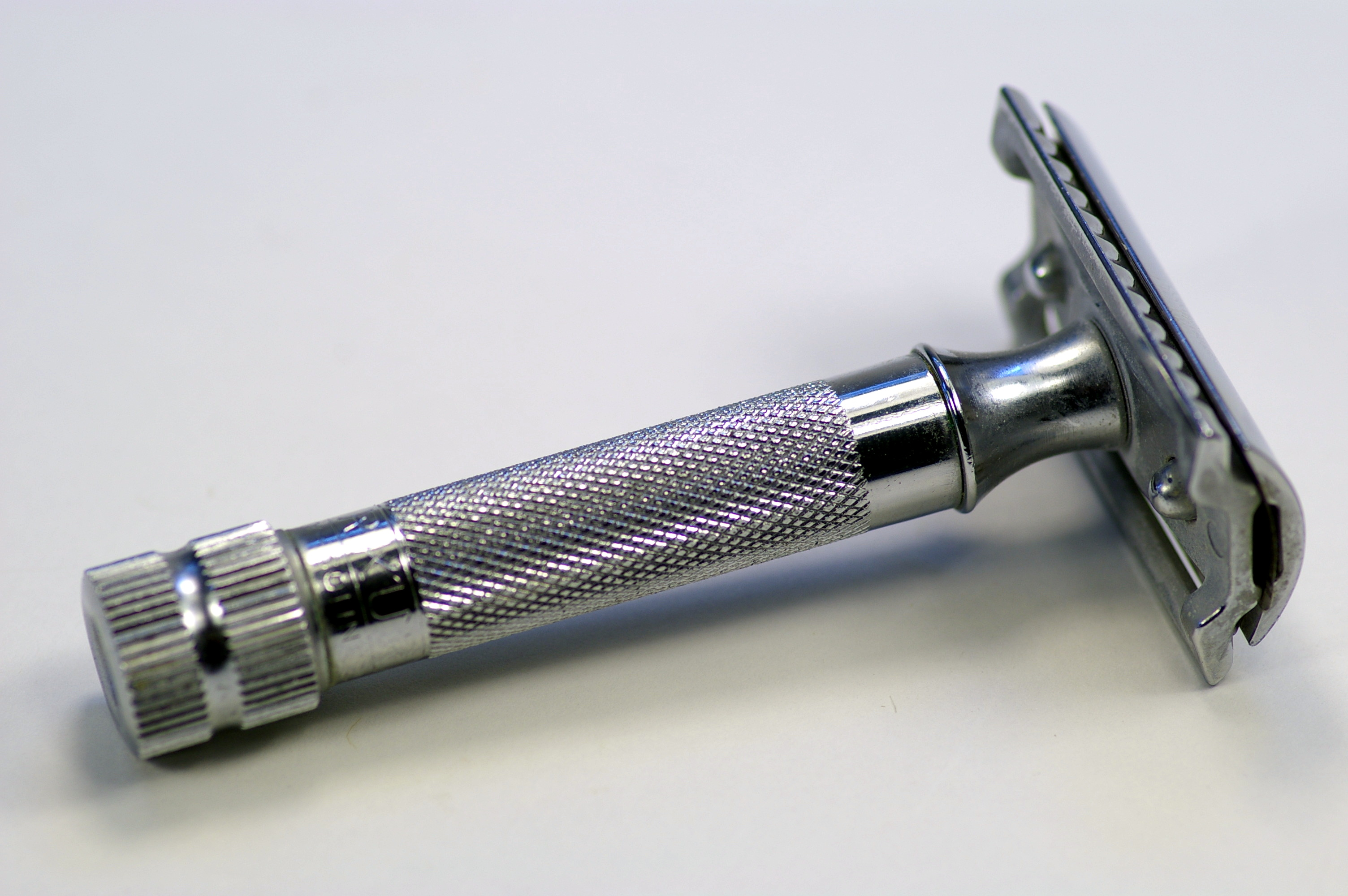
Maquineta Merkur, la subsidiària de DOVO.

DOVO Solingen, o simplement DOVO, és una empresa alemanya amb seu a Solingen que fabrica tisores, productes d'afaitat com ara navalles d'afaitar, maquinetes, brotxes, i eines per manicura. Les maquinetes i altres productes d'afaitar són produïts per part de Merkur Solingen, subsidiària de DOVO.
El nom DOVO és una combinació dels cognoms dels seus fundadors Do (rp)+Vo (os).
A 31 de desembre de 2001, l'empresa comptava amb 86 empleats, produint diàriament 1.200 tisores, 900 pinces i 150 navalles d'afaitar juntament amb maquinetes. El 75% d'aquests productes es va exportar a altres països, mentre el 25% restant es va vendre a Alemanya.

## Història

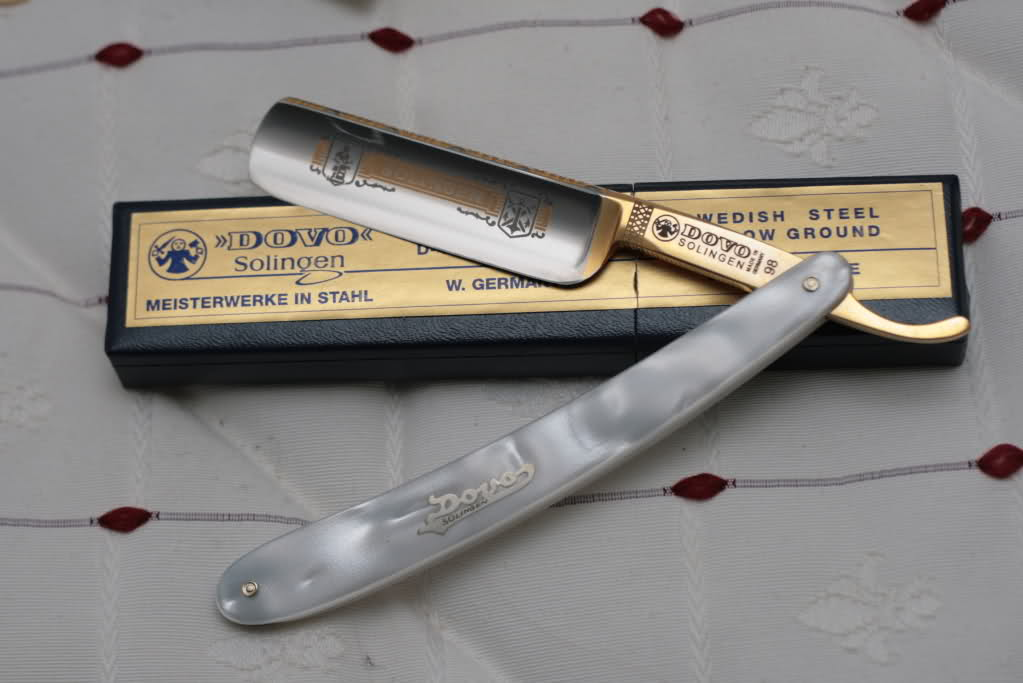
Navalla DOVO amb mànec d'imitació nacre i elegants gravats d'or real.

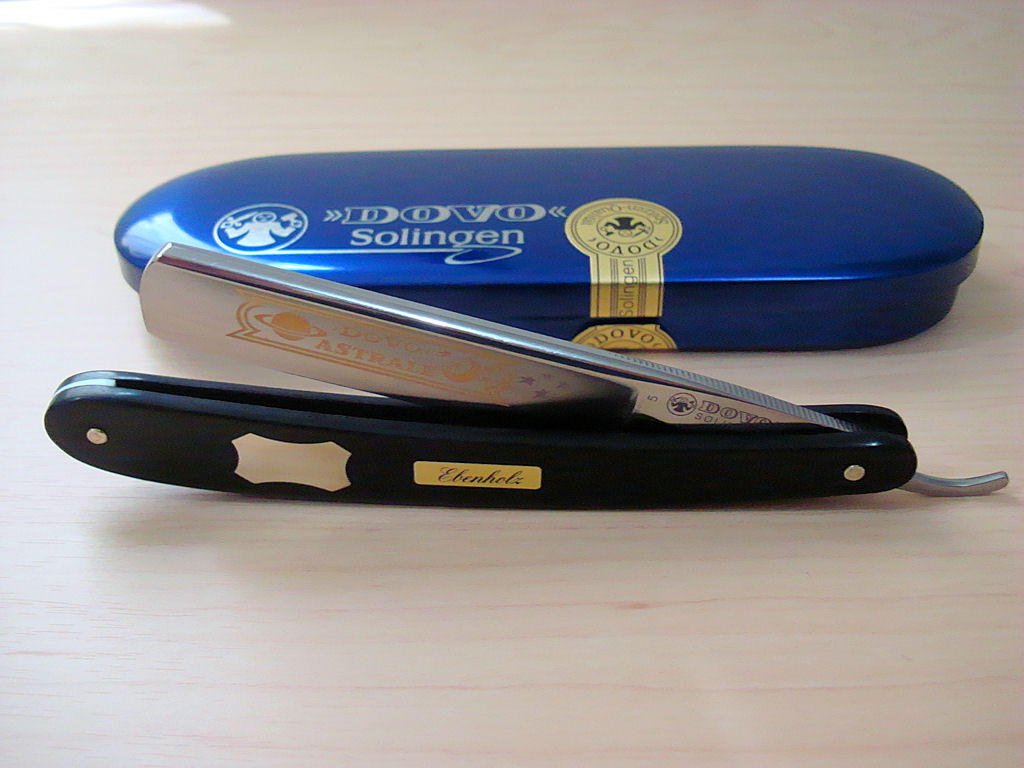
Navalla d'afaitar DOVO.

D'acord amb el seu lloc web oficial, l'empresa DOVO Steelware va ser fundada el 1906. En els seus inicis, l'empresa només fabricava navalles d'afaitar amb un taller de forjat i afilat. Els seus fundadors (els Senyors Dorp i Voos) van emprar tan sols a 13 persones.
En la dècada de 1930, Solingen havia crescut incloent petits poblats al seu voltant i el 1938 es va aprovar una llei per protegir el nom de Solingen i donar-li major prestigi i seguretat així com un sentit d'identitat local.
Poc abans de la Segona Guerra Mundial, els fundadors de DOVO decidiren retirar-se i van cedir l'empresa a Fritz Bracht. Va ser durant la direcció de Bracht que l'empresa va haver de buscar una nova font d'ingrés i van començar a fabricar tisores per als cabells, això a causa de l'aparició de l'afaitadora elèctrica.
Amb el temps, algunes marques van ser adquirides per DOVO:
- 1952 - nom de la marca:  Tennis  (navalles d'afaitar)
- 1957 - nom de la marca:  Bismarck  (navalles d'afaitar)
- 1957 - nom de la marca:  Ankerflagge  (navalles d'afaitar) de la Carl Rader co.
- 1968 -  Erich Hartkopf co.
- 1969 - nom de la marca:  Kronpunkt  (navalles d'afaitar) de la Heups co.
- 1970 - nom de la marca:  Fontana  (navalles d'afaitar)
- 1973 -  Heups & Hermes co.  (pinces i instruments de pedicura)
- 1996 -  Merkur amb.  (equip per afaitar)

## DOVO en l'actualitat
Recentment, s'ha despertat en el món un gran interès pels mètodes i productes tradicionals per a l'afaitat sent DOVO Soligo el major fabricant de navalles d'afaitar a nivell mundial gaudint de gran reputació. Compta amb 3 distribuïdors a Alemanya, 9 a la resta d'Europa i 11 en altres països.
Els seus principals competidors són Thiers Issard (França), Boker (Alemanya) i empreses de maquinetes modernes com Global Gillette (Estats Units), Schick (Estats Units) entre d'altres.